# 价川煤矿线
价川煤礦線（朝鲜语：／ Kaech'ŏn T'angwang sŏn */?）是朝鮮民主主義人民共和國的一條鐵道線路，站點為平安南道价川市的自作站到前进站。

## 路线概况
- 距离：4.2km
- 车站数：2
- 轨距：1435mm
- 电气化区间：直流3kV
- 复线区间：无